# Pavići
Pavići (en serbe cyrillique : Павићи) est un village de Bosnie-Herzégovine. Il est situé sur le territoire de la ville de Banja Luka et dans la république serbe de Bosnie. Selon les premiers résultats du recensement bosnien de 2013, il compte 281 habitants.

## Géographie

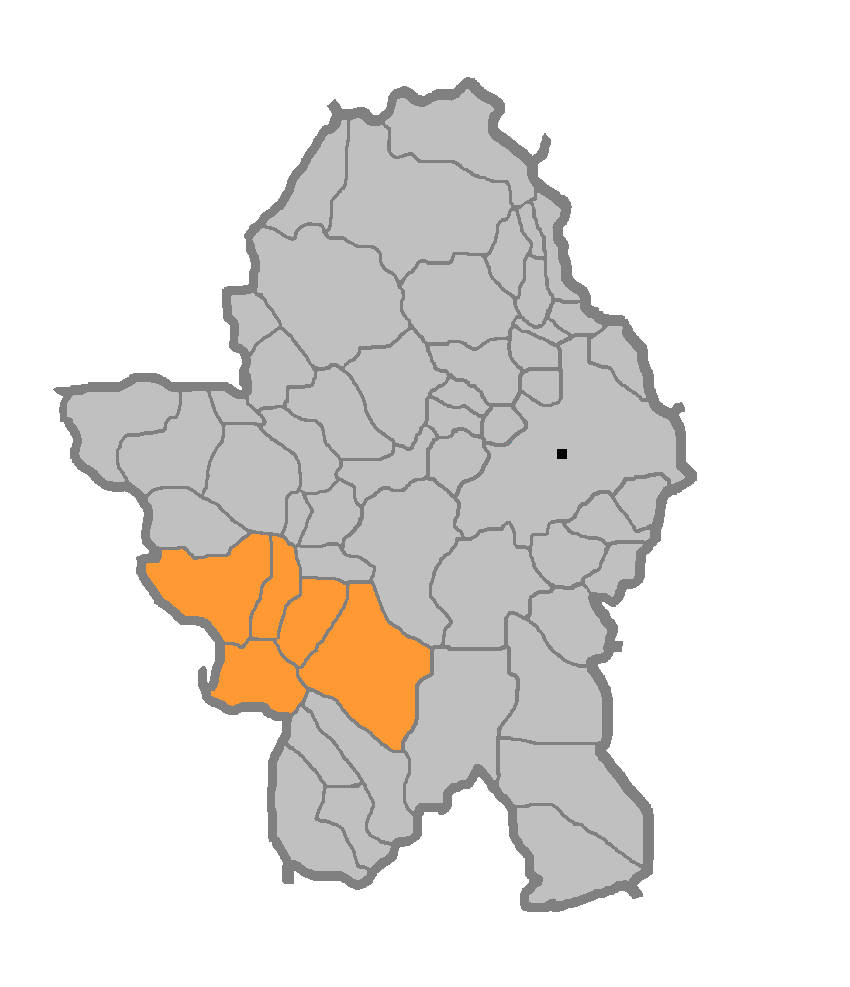
Localisation de la communauté locale de Pavići dans la ville de Banja Luka

Le village est situé sur les bords de la rivière Vučaj.

## Démographie

### Évolution historique de la population dans la localité
| 1948 | 1953 | 1961  | 1971  | 1981 | 1991 | 2013 |
| ---- | ---- | ----- | ----- | ---- | ---- | ---- |
| -    | -    | 1 020 | 1 038 | 790  | 607  | 281  |

|  |

### Répartition de la population par nationalités (1991)
En 1991, tous les habitants du village étaient serbes.